# Семюел Ліпшюц
Семюел Ліпшюц (англ. Samuel Lipschütz, угор. Lipschutz Salomon; 4 липня 1863, Унгвар, Австро-Угорщина — 30 жовтня 1905, Гамбург, Німеччина) — американський та угорський шахіст єврейського походження. Переможець чемпіонату США 1892 та 1894 років.

## Життєпис
Народився в Унгварі, комітат Унг, Карпатська Україна, Австро-Угорщина (зараз—Ужгород, Україна). У 1880 році, коли Ліпшюцу виповнилося 17 років, емігрував до Нью-Йорка. Вже незабаром став відомим у шахових колах, а в 1883 році став одним з представників Нью-Йоркського шахового клубу на матчі проти Філадельфійського шахового клубу, й в обох матчах став переможцем. У 1885 році став переможцем чемпіонату Нью-Йоркського шахового клубу, а вже наступного року взяв участь у міжнародному турнірі, який проходив у Лондоні, де він фінішував на 6-му місці, перемігши в тому числі й Йоганна Цукерторта та Джорджа Генрі Макензі. За підсумками Шостого Американського Шахового Конгресу, який проходив у Нью-Йорку в 1889 році, Ліпшюц знову посів 6-те місце і став єдиним американським шахістом серед призерів. Ліпшюц виграв шаховий чемпіонат США в 1892 році, перемігши Джексона Уіппса Шовальтера, здобувши 7 перемог та зігравши 1 поєдинок внічию. Він забезпечив для Манхеттенського шахового клубу абсолютну перемогу в Перехідному кубку «Staats-Zeitung», перемігши Шахову Асоціацію штату Нью-Йорк у фіналі й загалом тричі протягом турніру. У 1900 році він виграв Турнір Шестикутника у представників  Мангеттенського шахового клубу Френка Маршалла та Джексона Шовальтера. Ліпшюц двічі зіграв з Емануїлом Ласкером й обидва рази звів матчі внічию. Декілька ігор, які зіграв Ліпшюц, були опубліковані в «Прикладах Шахової Гри Майстрів» (Нью-Барнет, 1893).
Ліпшюц є автором Американського додатка Правил гри в шахи (Госсип, 1888) на 120 сторінок та відредагував Рейс Гамбіта, Нью-Йорк, 1898. Анонімний рецензент «Правил гри в шахи» в газеті «Нью-Йорк Таймс» написав наступні схвальні слова: «Додаток Містера Ліпшюца, який пришвидшує розвиток у теперішній час». Девід Гупер та Кеннет Уайлд написали в «Оксфордському партнері по шахах», що додаток Ліпшюца «допоміг зробити її одним зі стандартів для того часу».
Вільям Юарт Нейпір схарактеризував Ліпшюца як «крихку маленьку людину, з джентльменською міною й манерами й екстравагантним довгим загостреним носом  — Сірано в шахах». За словами Артура Бісгаєра та Ендрю Солтіса «Він був методичним нападником з деякими разюче гарними позиційними рішеннями — і деякі з них дійсно грізні». Як приклад першого, вони наводять його теоретичний розв'язон 1889 року Іспанська партія, 1.e4 e5 2.Nf3 Кс6 3.Bb5 d6 4.Bxc6 + bxc6 5.d4 f6!, який чемпіон світу Вільгельм Стейніц оцінив як «відмінну та нову ідею». Хворим на туберкульоз Ліпшюц декілька разів через погіршення стану здоров'я змушений був покинути Нью-Йорк, перебуваючи в основному в Санта-Фе (1893), Лос-Анджелесі (1893—1895) та Флориді (1904). У 1904 році вирушив на лікування в Гамбург, де переніс декілька операцій, але вони не допомогли й незабаром помер.
Існує дискусія щодо імені Ліпшюца. Шаховий історика Едварда Вінтер пише, «С. Ліпшюца (1863-1905) був чемпіоном США, але шаховим історикам досі не вдалося з точністю встановити його справжнє ім'я.». Правила гри в шахи, до якого Ліпшюц написав додаток, містить лише першу літеру його імені — «С» («S»). Єврейська енциклопедія (див. нижче) вказує його ім'я як «Соломон». Джеремі Гейдж у своїй «Персоналії шахів», яка вийшла у світ у 1987 році, наводить п'ять джерел які наводять його ім'я як «Саймон», чотири, які називають його «Самюелем» (Самуїлом) й лише одне, в якому він вказаний під іменем «Соломон». На початку книги Гейг вказує: «Його перше ім'я наводиться по-різному, як Самюель, Саймон або Соломон. Маса згадок чітко не дозволяє виокремити будь-яке з них». У новій біографії Ліпшюца, Стівен Девіс стверджує, що він використовував «Соломон» для офіційних документів, але «Самуелем» називали члени сім'ї та друзі. 